# Murray Walker
Graeme Murray Walker OBE, född 10 oktober 1923 i Birmingham i West Midlands, död 13 mars 2021 i Fordingbridge i Hampshire, var en brittisk journalist och kommentator med inriktning på motorsport. Walker var kommentator för sändningarna av Formel 1 för BBC mellan 1978 och 1996 samt för ITV mellan 1997 och 2001.
Walker var en populär Formel 1-kommentator mellan 1950 och 2001. Han hade stor karisma och blev populär bland tittarna för sina galna och roliga citat. Han betydde mycket för Formel 1-intresset i Storbritannien och blev därför en mottagare Brittiska imperieorden.

## Under senare år
I juli 2007 sände Walker Europas Grand Prix för BBC Radio 5 Live. Detta hände endast en gång då David Croft var på föräldraledighet.
Walker tvingades hoppa av sändningen av Storbritanniens Grand Prix 2018 för Channel 4 efter plötslig sjukdom.
Walker avled den 13 mars 2021, 97 år gammal.